# Timken
Timken – miasto w Stanach Zjednoczonych, w stanie Kansas, w hrabstwie Rush.